# 반응저항
반응저항(反應抵抗, reactance 리액턴스[*])은 교류 회로에서 코일과 축전기에 의해 발생하는 전기 저항과 유사한 역할을 하는 물리량이며, 온저항의 허수 성분이다. 반응저항은 전기저항과 유사한 역할을 하지만 전력을 소모하지 않는다. 국제 단위는 옴이다.

## 유도 반응저항
교류 전원과 코일을 연결했을 때에 코일의 유도 기전력에 의해 반응저항이 발생한다. 이때 전류와 전압의 관계식은 다음과 같다.
{\displaystyle I=-{\frac {V_{0}}{\omega L}}\cos {\omega t}}
여기서 위상차를 무시하면
{\displaystyle I={\frac {1}{\omega L}}V_{0}}
이므로 {\displaystyle \omega L=2\pi fL} 은 저항의 역할을 한다. 이를 코일의 유도 반응저항이라 하며, {\displaystyle X_{L}} 로 표기한다.

### 유도 과정
교류 전원과 코일을 연결한 회로에서
{\displaystyle V_{0}\sin {\omega t}=L{\frac {dI}{dt}}}
과 같은 관계가 성립한다. 양변을 t에 대하여 적분하면 다음과 같다.
{\displaystyle \int V_{0}\sin {\omega t}dt=\int LdI}
{\displaystyle -{\frac {1}{\omega }}V_{0}\cos {\omega t}=LI}
{\displaystyle \therefore I=-{\frac {V_{0}}{\omega L}}\cos {\omega t}}

## 용량 반응저항
교류 전원과 축전기를 연결했을 때 축전기의 자체 충전 및 방전의 반복에 의해 반응저항이 발생한다. 이때 전류와 전압의 관계식은 다음과 같다.
{\displaystyle I=\omega CV_{0}\cos {\omega t}}
여기서 위상차를 무시하면
{\displaystyle I=\omega CV_{0}}
이므로 {\displaystyle {\frac {1}{\omega C}}={\frac {1}{2\pi fC}}} 은 저항의 역할을 한다. 이를 축전기의 용량 반응저항이라 하며, {\displaystyle X_{C}} 로 표기한다.

### 유도 과정
교류 전원과 축전기를 연결한 회로에서
{\displaystyle Q=CV_{0}\sin {\omega t}}
과 같은 관계가 성립한다. 양변을 {\displaystyle t} 에 관해 미분하면 다음과 같다.
{\displaystyle I=\omega CV_{0}\cos {\omega t}}

## 같이 보기
- 온저항(임피던스)
- 전기저항